# Hylemera lichenea
Hylemera lichenea là một loài bướm đêm trong họ Geometridae.